# Mysmeniola spinifera
Genre
Espèce
Mysmeniola spinifera, unique représentant du genre Mysmeniola, est une espèce d'araignées aranéomorphes de la famille des Mysmenidae.

## Distribution
Cette espèce est endémique du Venezuela.

## Publication originale
- Thaler, 1995 : Mysmeniola spinifera n.gen. n.sp., eine merkwürdige Kleinspinne aus Venezuela (Arachnida, Araneae: Mysmenidae). Mitteilungen der Schweizerischen Entomologischen Gesellschaft, vol. 68, p. 429-433.